# ناو کلاس لیندر (۱۸۸۲)
کروزر کلاس لیندر (۱۸۸۲) (به انگلیسی: Leander-class cruiser (1882)) یک کلاس از کشتی است که طول آن ۳۰۰ فوت (۹۱٫۴ متر) می‌باشد.